# Melinda Crane

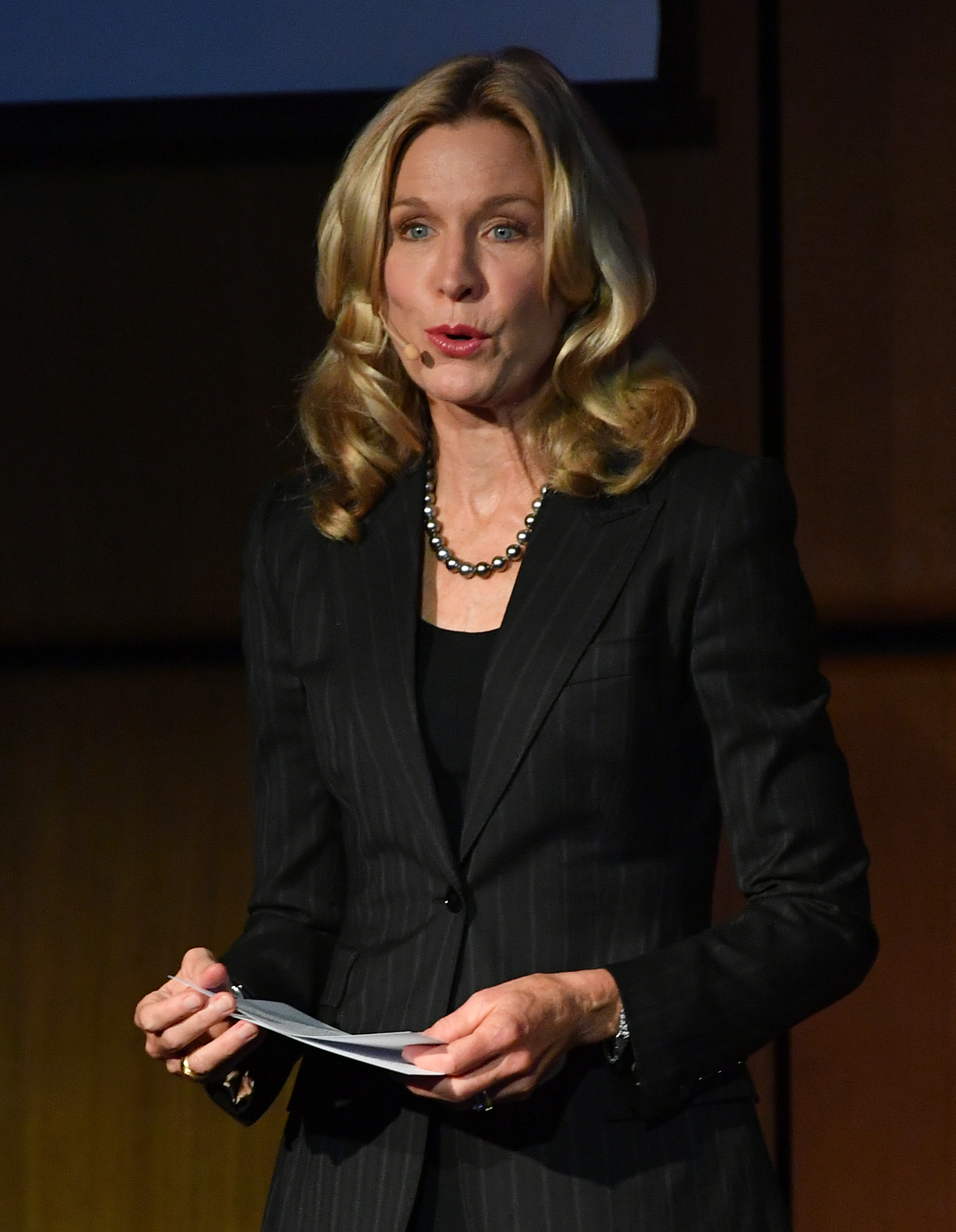
Crane während des IAEA Scientific Forum 2019

Melinda Crane-Röhrs (* 18. November 1956 in Boston, Massachusetts als Melinda Crane) ist eine US-amerikanische Journalistin, politische Kommentatorin und Publizistin sowie Moderatorin, die seit Mitte der 1980er-Jahre in Deutschland lebt.

## Leben
Melinda Crane wuchs in den USA auf und kam 1983 über ein DAAD-Kurzstipendium nach Deutschland. Nach einer mehrjährigen Beschäftigung als wissenschaftliche Mitarbeiterin beim Institut für ausländisches und Wirtschaftsrecht an der Universität Frankfurt wurde sie als Journalistin tätig und entschloss sich, unter anderem aus Interesse an Deutschlands Umgang mit seiner Geschichte und seiner Identität, im Lande zu bleiben.
Sie studierte Geschichte an der Brown University in Providence im US-Bundesstaat Rhode Island sowie Jura an der Harvard Law School in Cambridge, Massachusetts. Danach studierte sie Political Economy an der in Medford/Somerville (Massachusetts) gelegenen Hochschule Fletcher School of Law and Diplomacy, wo sie 1987 mit der Arbeit The Political Economy of Multilateral Technical Assistance: A Case Study of United Nations Mineral Exploration Projects promovierte.
Nach der Promotion wandte sich Crane dem Journalismus zu. Sie war für verschiedene US-amerikanische und deutsche Fernsehsender tätig, wie unter anderem für den PBS, den Südwestfunk und die Deutsche Welle, für die sie Dokumentationen und Reportagen zu aktuellen Themen der europäischen Politik produzierte. So lieferte sie zum Beispiel nach dem Fall der Berliner Mauer Eindrücke aus Osteuropa und berichtete über den Balkankonflikt. Darüber hinaus schrieb Crane für verschiedene Zeitungen, wie etwa The Christian Science Monitor, The Boston Globe und The New York Times Magazine.
1992–1998 war sie Produzentin der TV-Dokumentationen "Challenge to America".
Bis 2008 war sie Senior Producer der internationalen Talkshow von Sabine Christiansen, Global Players, die im Programm von CNBC weltweit gesendet wurde. Gegenwärtig arbeitet Crane als politische Chefkorrespondentin im englischen Programm beim deutschen Auslandsfernsehsender Deutsche Welle TV, wo sie die politische Talkshow Quadriga und das Nachrichtenmagazin „People & Politics“ moderiert. Außerdem kommentiert sie die US-Politik für den Nachrichtensender n-tv. Für verschiedene deutsche Hörfunk- und Fernsehsender analysiert sie öfters die amerikanische und transatlantische Politik.
Unter anderem wirkte Crane von 2002 bis 2009 bei mehreren Informationssendungen des WDR-Formats Presseclub als Journalistin mit. Sie hatte 2007 einen Auftritt in der ARD-Talkshow Menschen bei Maischberger und war 2008 beim rbb Fernsehen Gastmoderatorin in der von Jörg Thadeusz moderierten Talkshow Dickes B. Im Februar 2011 gehörte sie zu den Gästen der ZDF-Talkshow Maybrit Illner mit dem Thema „Chance für die Freiheit oder die Islamisten?“, und im November 2013 war sie einer der Gäste in der ARD-Talkshow Beckmann, die sich mit der sogenannten NSA-Affäre befasste.
Melinda Crane lebt in Berlin und hat zwei Kinder. Nach ihrer Heirat führte sie früher offiziell den Nachnamen Crane-Engel, unter dem sie auch 1987 promovierte sowie später teils publizierte. Seit einer weiteren Ehe im Jahr 2012 führt sie offiziell den Nachnamen Crane-Röhrs.